# Histrio histrio
Genre
Espèce
Le Poisson-grenouille des sargasses ou Antennaire marbré (Histrio histrio) est une espèce de poissons-grenouilles de la famille des Antennariidae, la seule espèce du genre Histrio (monotypique).

## Description
C'est un poisson-grenouille pélagique. Sa longueur maximale est de 20 cm. Il pèse jusqu'à 400 g.

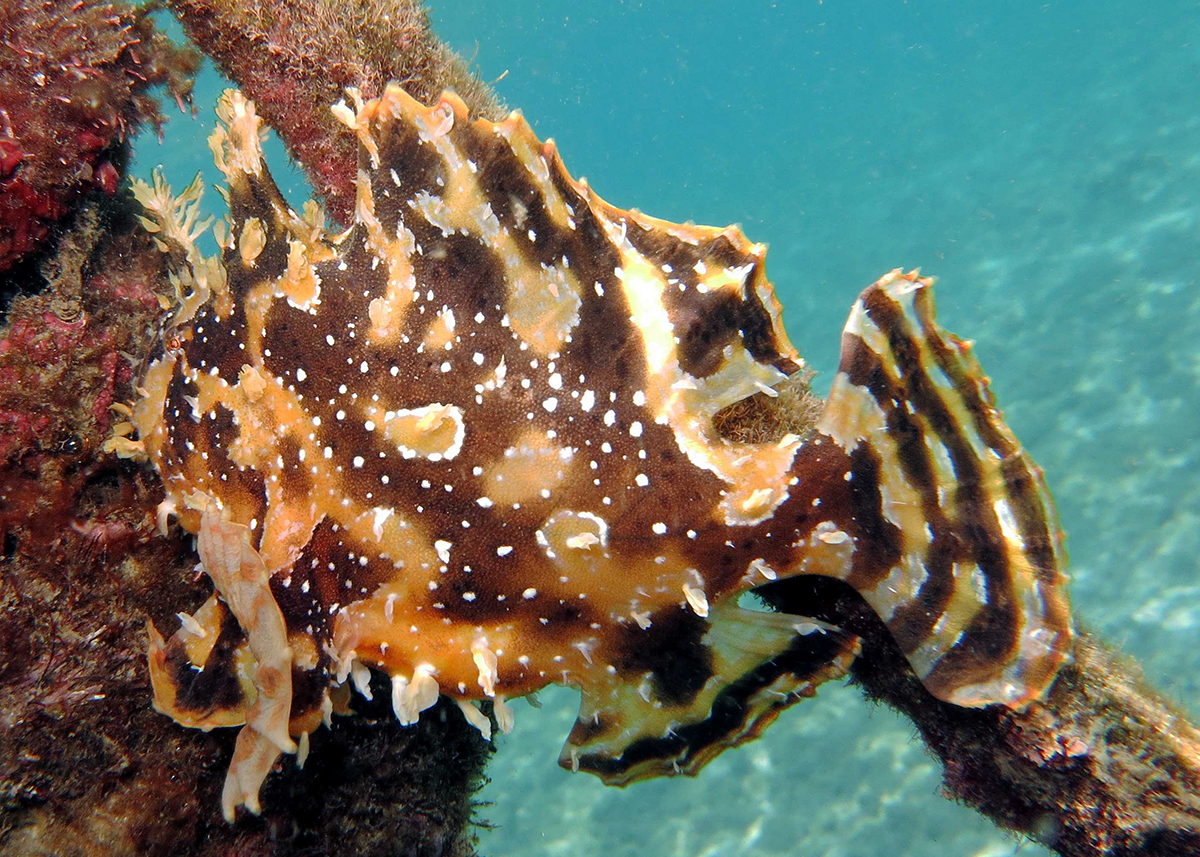
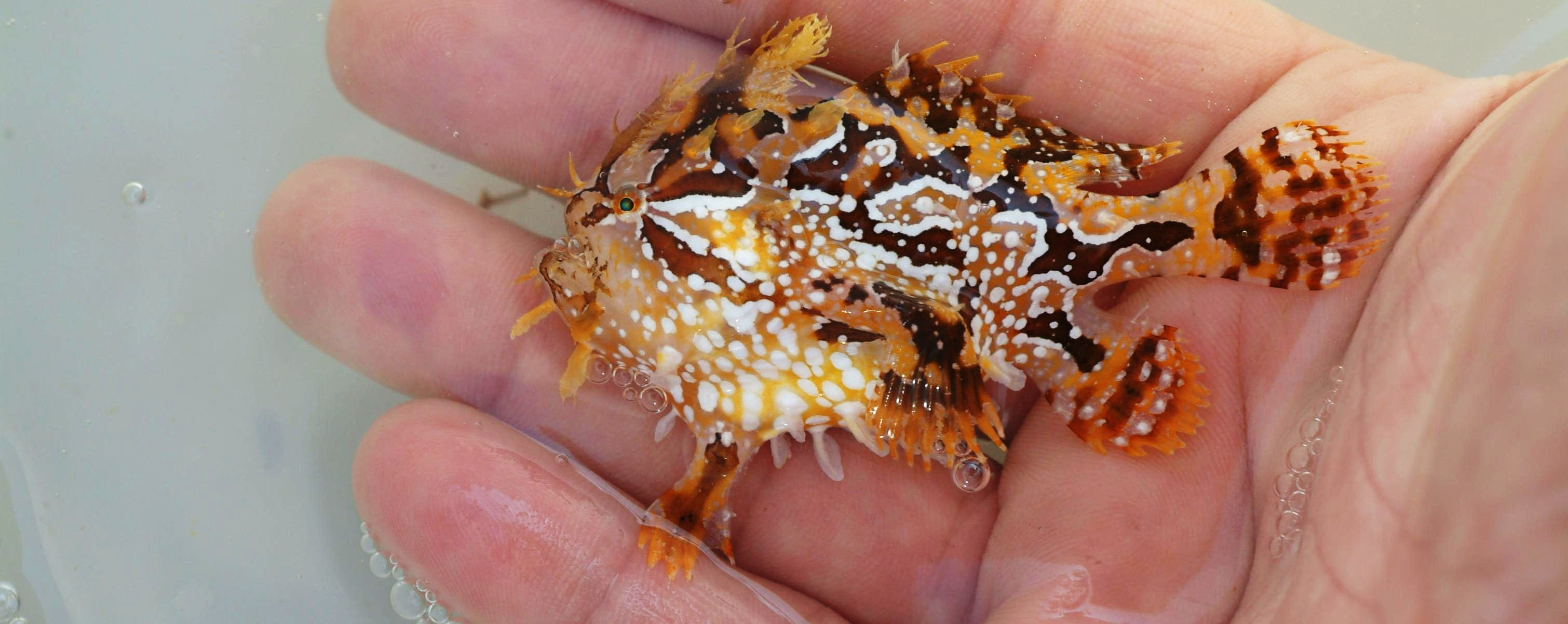
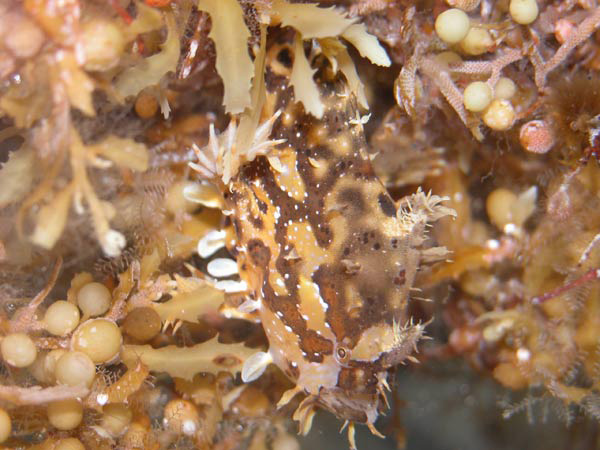
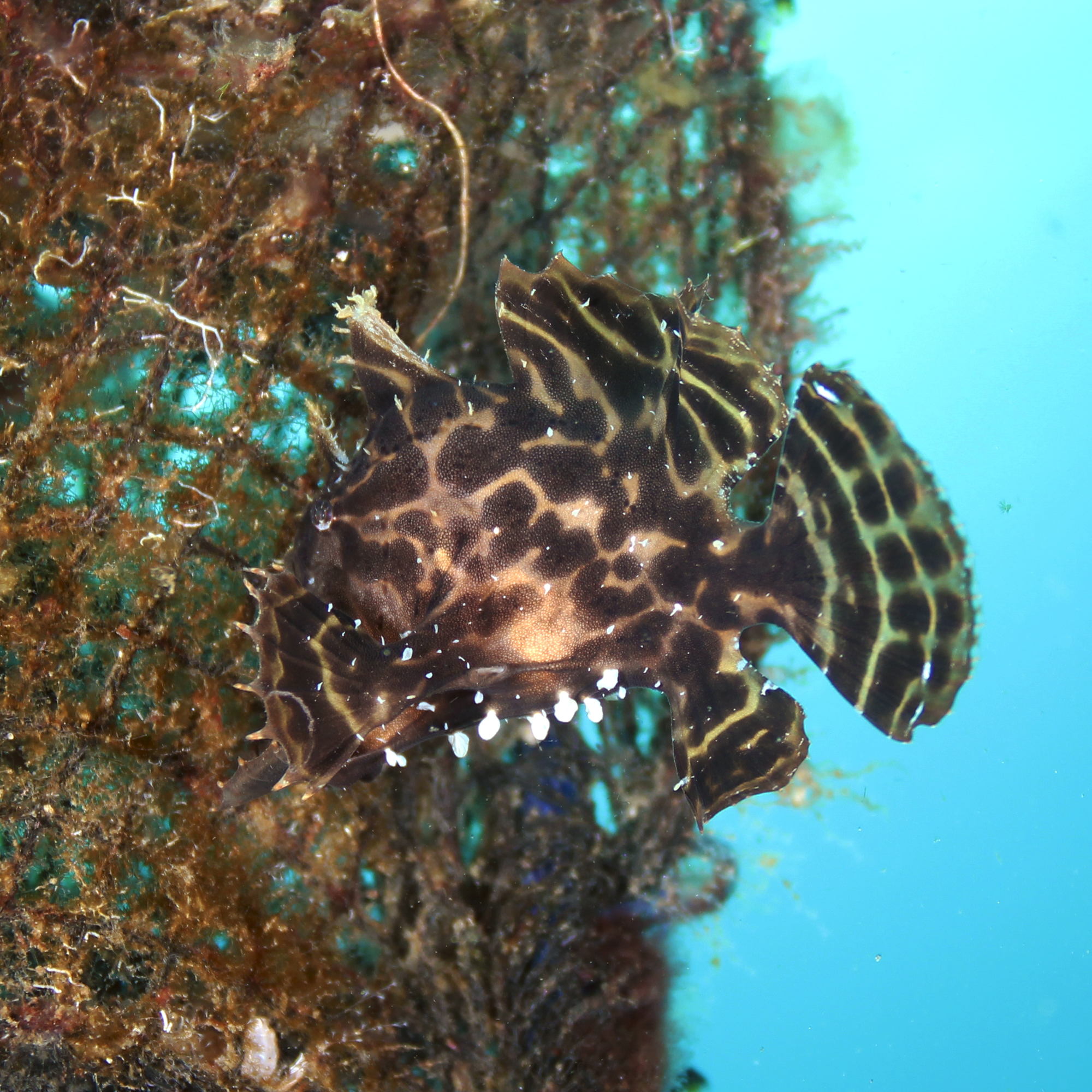

Il attire ses proies en utilisant comme leurre l'antenne qui prolonge sa nageoire dorsale.
Les adultes sont cannibales.
Étrange, à l'approche de la fraie, les mâles poursuivent les femelles pour les mordiller.

## Habitat et répartition
Il vit dans les touffes d'algues sargasses qui flottent dans les océans subtropicaux du monde entier.

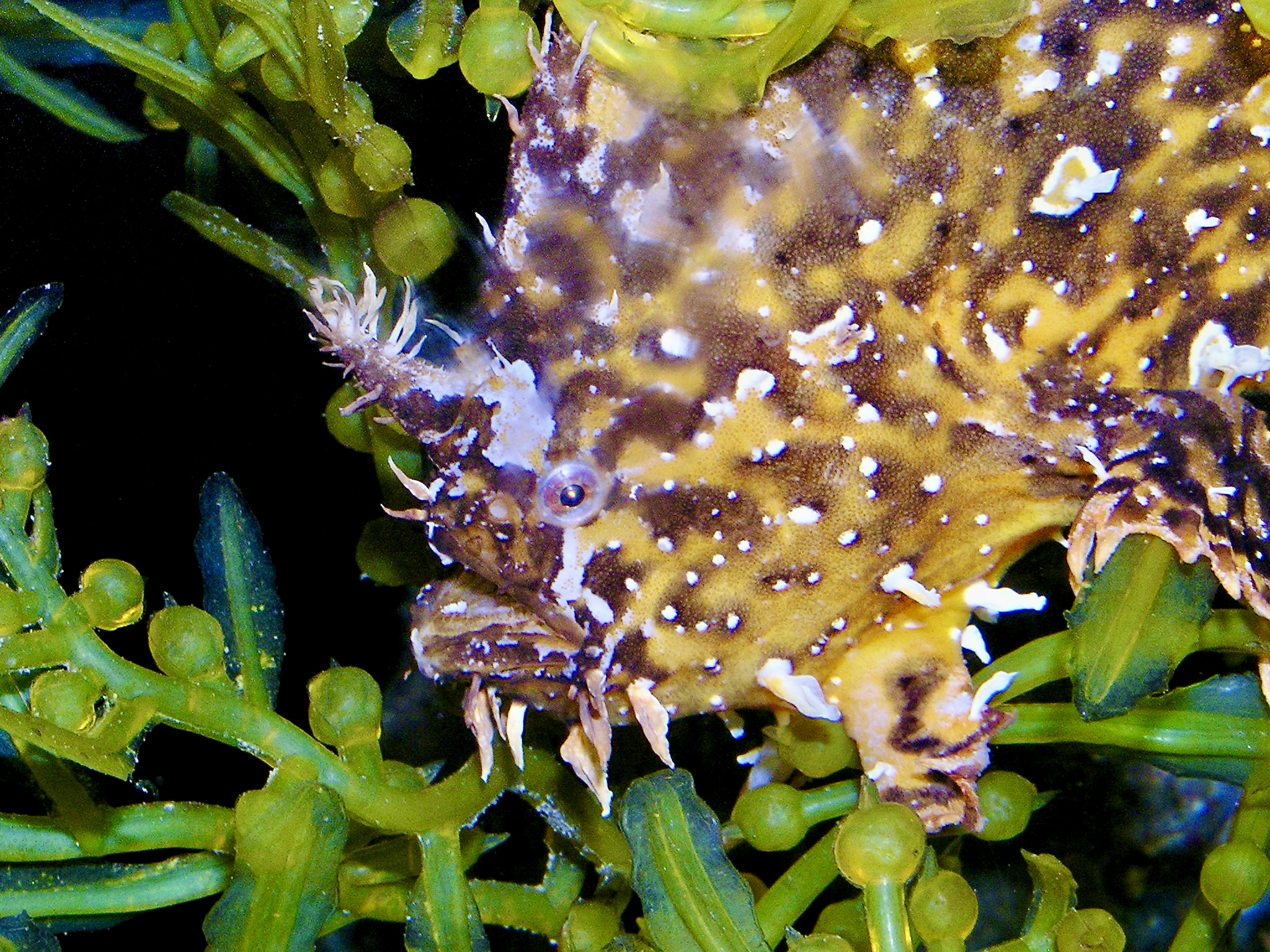
Antennaire marbré et algues sargasses, aquarium Sea Life Bangkok Ocean World, Bangkok, Thaïlande